# Lasippa bella
Lasippa bella är en fjärilsart som beskrevs av Otto Staudinger 1889. Lasippa bella ingår i släktet Lasippa och familjen praktfjärilar. Inga underarter finns listade i Catalogue of Life.